# 高雄銀行
高雄銀行（簡稱高銀），是臺灣的小型商業銀行，1982年1月13日成立。前身是高雄市銀行，為一所由高雄市政府主掌經營權的銀行。在京城銀行與永豐銀行合併消滅後成為臺灣唯一總行設於南台灣之銀行。

## 歷史

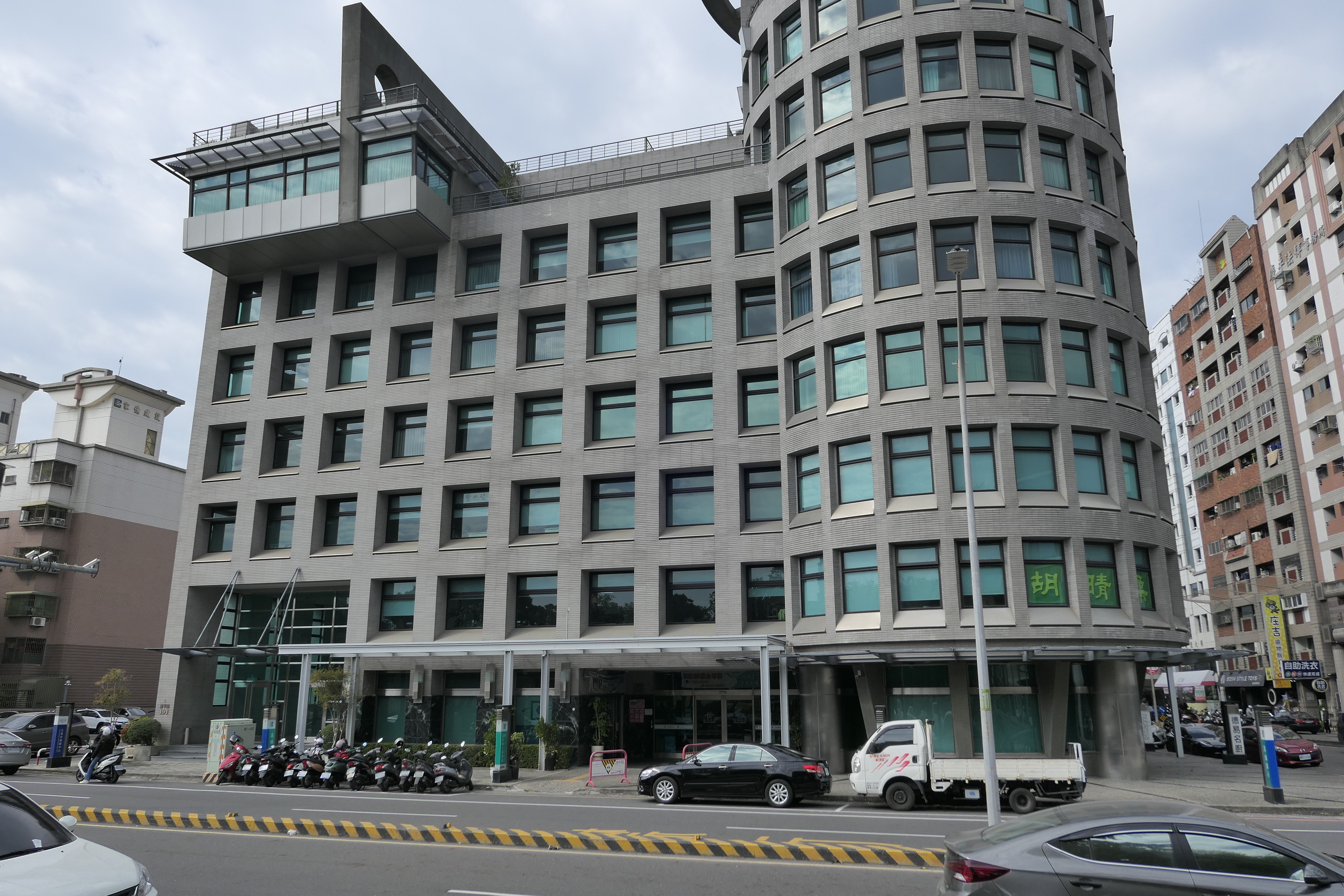
臺南分行

- 1982年1月13日正式設立，原名「高雄市銀行股份有限公司」，簡稱「高雄市銀行」，成立之始，實收資本額新台幣4億5,000萬圓，由高雄市政府出資百分之99.994設立。
- 1994年1月1日更名為「高雄銀行股份有限公司」，簡稱「高雄銀行」。
- 1995年，首度跨區設立台北分行。
- 1998年5月18日，於臺灣證券交易所正式掛牌上市。
- 1999年9月27日，實施民營化。
- 2000年，始於屏東地區設立（遷移）分行。
- 2001年5月31日奉財政部核准，升格為全國性銀行。

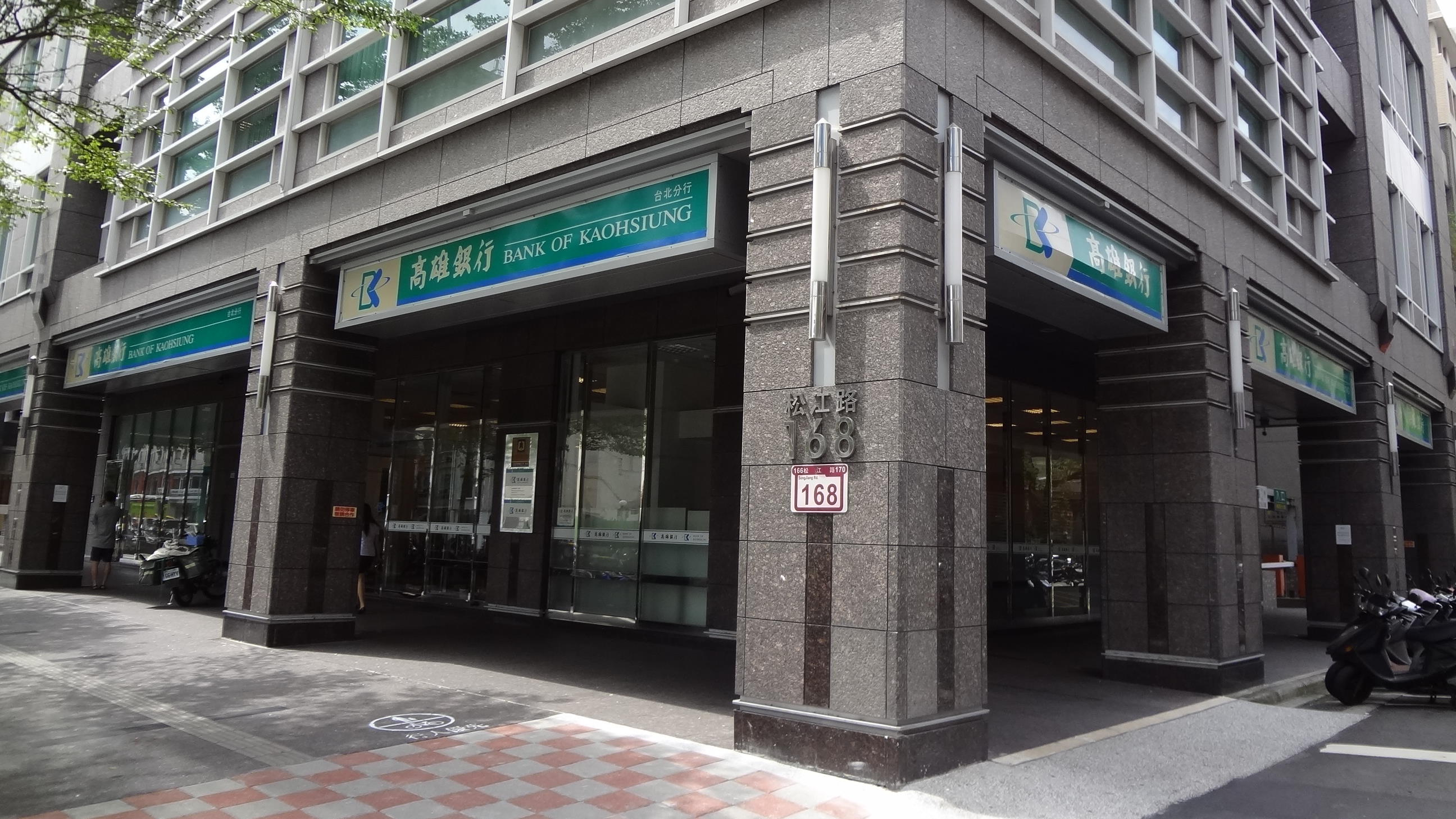
臺北分行

- 臺北分行臺南分行

## 外部連結
- 高雄銀行 （页面存档备份，存于）
- 高雄銀行網路銀行 （页面存档备份，存于）
- 高雄銀行企業金融網 （页面存档备份，存于）
- 高雄銀行簡便網路銀行 （页面存档备份，存于）